# Costa Serena
«Costa Serena» — круизное судно класса «Concordia» итальянской компании «Costa Cruises». С момента ввода в строй судно является флагманом. Эксплуатация судна началась в середине 2007 года. Судно было построено в Сестри Понете, пригороде Генуи. Всего построено пять судов этого класса: «Costa Concordia» было спущено на воду в 2006-м (потерпело крушение 13 января 2012 года), «Costa Pacifica» было спущено в 2009 году, «Carnival Splendor» — в 2008, «Costa Favolosa» — в 2011. Спуск на воду ещё одного судна — «Costa Fascinosa» состоялся в 2012 году. Крёстной матерью «Costa Serena» является Марион Котийяр.

## Первое плавание
Первое плавание «Costa Serena» состоялось 19 мая 2007 года в Марселе. Это событие сопровождалось фейерверком и лазерным шоу. Одновременно с фактическим вводом в строй, состоялся виртуальный спуск на воду в Second Life.

## Освещение в СМИ

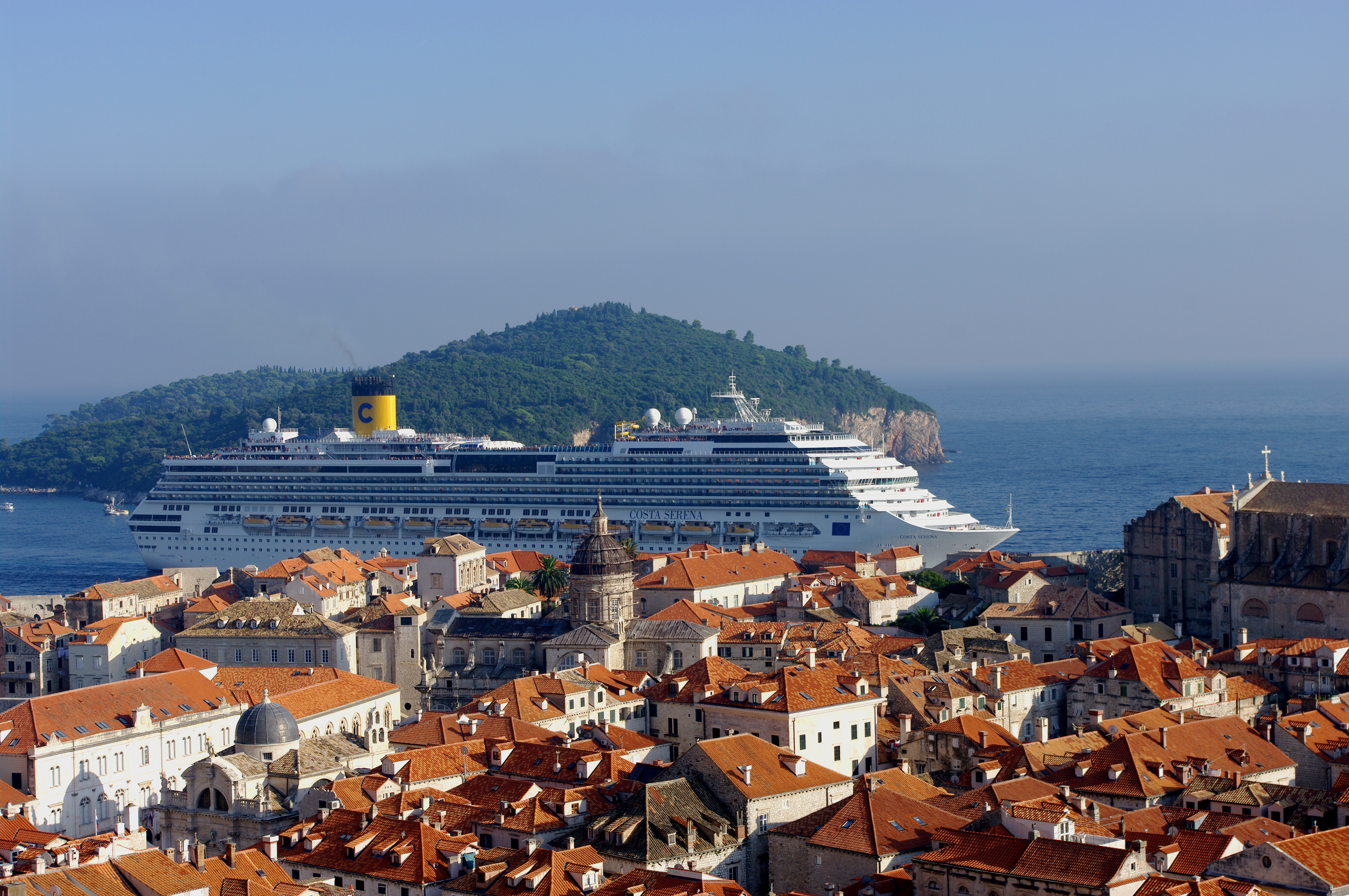
Costa Serena идёт по проливу между Дубровником и островом Локрум

В 2009 «Costa Serena» и экипаж были сняты в документальном шестисерийном фильме National Geographic «Дневники круизного лайнера».